# Bahnhof Annaberg-Buchholz unt Bf
Annaberg-Buchholz unterer Bahnhof ist der Bahnhof des Stadtteils Annaberg der Großen Kreisstadt Annaberg-Buchholz im sächsischen Erzgebirgskreis. Er ist bezüglich der Verknüpfung mit dem öffentlichen Nahverkehr die wichtigste Station der Stadt. Das Empfangsgebäude steht unter Denkmalschutz.

## Lage
Annaberg-Buchholz unt Bf liegt im Tal der Sehma zwischen den Stadtteilen Annaberg im Osten und Frohnau im Westen.

## Geschichte

### Name
Die Station trug im Lauf der Zeit fünf verschiedene Namen, im Einzelnen waren dies:
- bis 1904: Annaberg
- bis 1911: Annaberg i Erzgeb
- bis 1922: Annaberg (Erzgeb)
- bis 1949: Annaberg (Erzgeb) unt Bf (durch die Ernennung von Annaberg (Erzgeb) Ldst zu Annaberg (Erzgeb) ob Bf)
- seit 1949: Annaberg-Buchholz unt Bf (durch die Vereinigung von Annaberg und Buchholz zu Annaberg-Buchholz)

### Betrieb

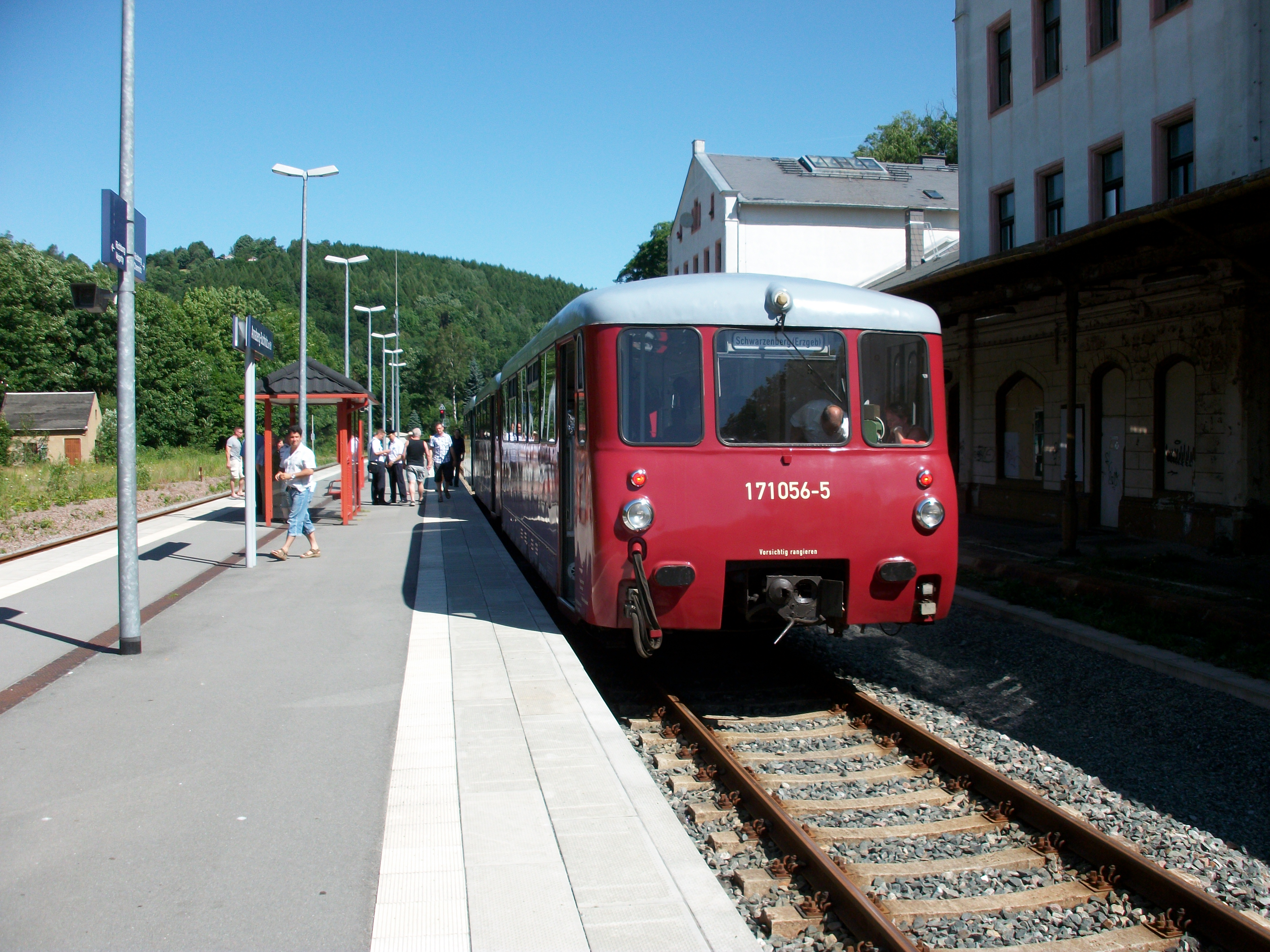
Triebwagen der Erzgebirgischen Aussichtsbahn im Bahnhof Annaberg-Buchholz unt. Bhf (2016)

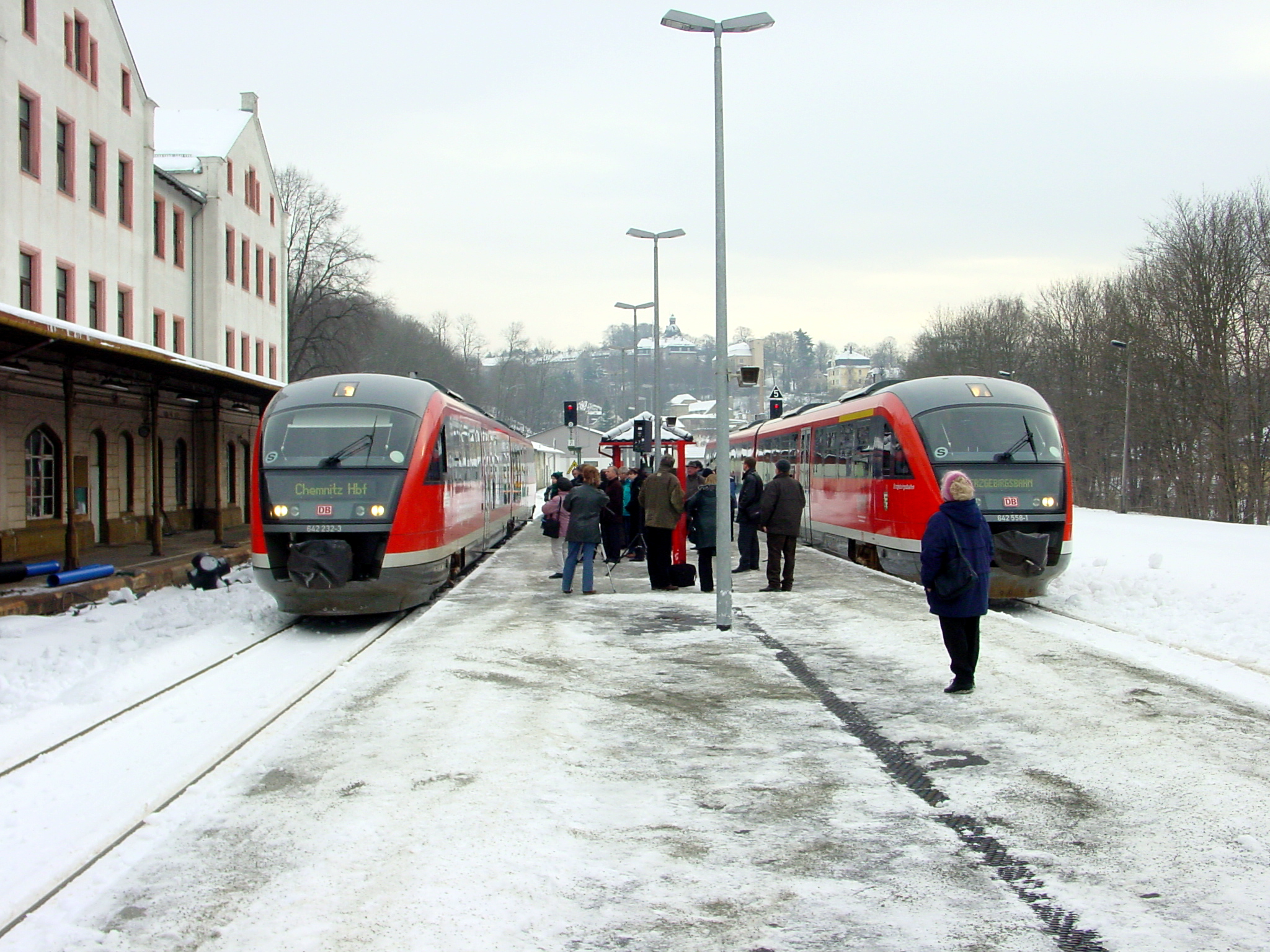
Zugkreuzung in Annaberg-Buchholz unt Bf (2006)

Der Bahnhof Annaberg-Buchholz unt Bf wurde am 1. Februar 1866 als damaliger Endpunkt der Chemnitz-Annaberger Bahn als Bahnhof Annaberg in Betrieb genommen. Bereits zu dieser Zeit war eine Weiterführung der Bahnstrecke über den Erzgebirgskamm nach Böhmen geplant. Die Bahnstrecke Weipert–Annaberg wurde schließlich am 3. August 1872 eröffnet, wo Anschluss an die Bahnstrecke Komotau–Weipert bestand, die zwei Tage vorher eröffnet wurde. Mit der Eröffnung der für den Güterverkehr genutzten Bahnstrecke Königswalde ob Bf–Annaberg erhielt die Stadt Annaberg am 1. August 1906 mit Annaberg i Erzgeb Ladestelle eine zweite Station im Stadtgebiet. Nachdem diese am 1. Dezember 1922 zum Güterbahnhof erhoben wurde, erhielt die einstige Ladestelle den Namen Annaberg (Erzgeb) ob Bf und der Bahnhof im Tal der Sehma die Bezeichnung Annaberg (Erzgeb) unt Bf.
Der Bahnhof Annaberg (Erzgeb) unt Bf besaß an Hochbauten neben dem Empfangsgebäude mit Abort, einen Güterschuppen, Gleiswaage, Wohnhäuser, ein Postwirtschaftsgebäude, eine Ladestraße, Wagenkästen und zwei Stellwerke. Die Station verfügte über elf Gleise. Nach der Vereinigung der Städte Annaberg und Buchholz zur Stadt Annaberg-Buchholz im Jahr 1945 erfolgte vier Jahre später eine Umbenennung aller Stationen im Stadtgebiet. Der Annaberger Bahnhof im Tal der Sehma trägt seit dem 1. September 1949 die Bezeichnung Annaberg-Buchholz unt Bf.
Am 27. Oktober 1987 erfolgte die Inbetriebnahme des EZMG-Stellwerks unter Auflassung der Stellwerke 1 und 2, zum 19. Mai 2005 wurde es aufgelassen. Am 1. Juli 1993 war schon die Bahnmeisterei aufgelöst worden. Der Abriss des Güterschuppens erfolgte im September 2005. Die einst umfangreichen Anlagen des Bahnhofes wurden 2006 im Zuge der Streckensanierung bis auf zwei Hauptgleise zurückgebaut. Auf dem Gelände des Güterbahnhofes befinden sich heute ein Netto Marken-Discount und ein Aldi. Im Jahr 2007 nahm ein elektronisches Stellwerk in Annaberg-Buchholz seinen Betrieb auf. Seitdem wird der gesamte Zugbetrieb der Bahnstrecke im Zschopau- und Sehmatal von Annaberg-Buchholz aus gesteuert.
Seit 2001 gehören die beiden den Bahnhof Annaberg-Buchholz unt Bf berührenden Bahnstrecken zum DB-Regionetz Erzgebirgsbahn. Die Züge verkehren wochentags fast stündlich von Chemnitz Hauptbahnhof zum Bahnhof Cranzahl, wo Anschluss an die schmalspurige Fichtelbergbahn nach Oberwiesenthal und im Saisonverkehr über den oberen Streckenabschnitt der Bahnstrecke Vejprty–Annaberg-Buchholz unt Bf zum Bahnhof Vejprty und der Bahnstrecke Chomutov–Vejprty nach Chomutov besteht. Weiterhin ist der Bahnhof Annaberg Buchholz unt Bf auch Anfangs- bzw. Endpunkt der seit 2009 bestehenden Erzgebirgischen Aussichtsbahn zum Bahnhof Schwarzenberg (Erzgeb), welche über die Bahnstrecke Annaberg-Buchholz–Schwarzenberg verkehrt, auf der jedoch 1997 der planmäßige Schienenverkehr eingestellt wurde.

### Smart Rail Connectivity Campus

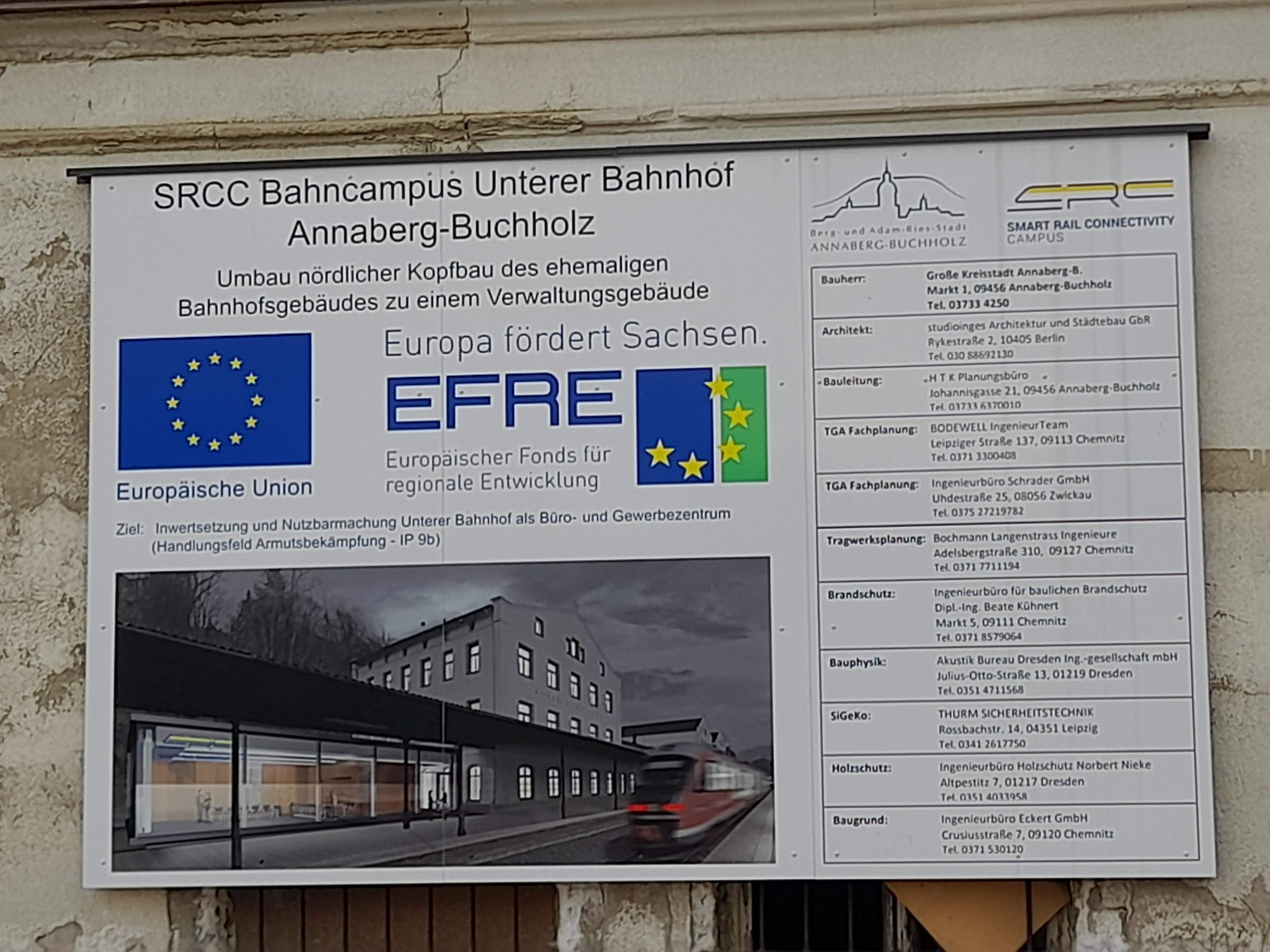
SRCC Forschungscampus Annaberg-Buchholz unt Bf, Infotafel (2022)

Das Bahnhofsgebäude und dessen Umfeld werden seit 2021 saniert, damit eine Außenstelle der Technischen Universität Chemnitz dort eingerichtet werden kann, welche wichtiger Bestandteil des Bahnforschungscampus in Annaberg-Buchholz sein wird (Smart Rail Connectivity Campus). Der nördliche Kopfteil des Bahnhofsgebäudes wurde am 3. April 2023 feierlich an die TU Chemnitz und den SRCC übergeben. Gleichzeitig wurde eine Kooperationsvereinbarung mit der Deutschen Bahn geschlossen, um zu bahntechnischen Themen, wie dem FRMCS (Future Railway Mobile Communication System), zu forschen. Diese Forschung wird auf der Bahnstrecke nach Annaberg-Buchholz Süd und im weiteren Verlauf auf der Teststrecke nach Schwarzenberg betrieben werden, dazu erfolgt eine Ausstattung mit 5G-Mobilfunk.

## Verkehrsanbindung
| Linie                    | Linienverlauf                                              | Takt (min) | EVU            |
| ------------------------ | ---------------------------------------------------------- | ---------- | -------------- |
| RB 80                    | Chemnitz – Flöha – Zschopau – Annaberg-Buchholz – Cranzahl | 060        | Erzgebirgsbahn |
| Stand: 12. Dezember 2021 |                                                            |            |                |